# Dezső Bánffy
Dezső Bánffy de Losonc (28. října 1843 Kluž – 24. května 1911 Budapešť) byl maďarský politik. V letech 1895–1899 byl předsedou vlády Uherského království. Byl představitelem Liberální strany.
Narodil se ve šlechtické kalvínské rodině na území dnešního Rumunska. Vystudoval práva v Kluži a politickou filozofii na univerzitách v Berlíně a Lipsku. V roce 1892 se stal předsedou dolní sněmovny a byl jím až do roku 1895, kdy byl jmenován premiérem. Jeho vládě se někdy přezívá "šedý kabinet". Přišel s programem násilné maďarizace národnostních menšin. K jeho hlavním přínosům patřilo protlačení církevní reformy, jež se mu podařilo i přes vehementní odpor papežského nuncia Antonia Agliardiho. Za tento úspěch zaplatil pádem jeho ministr zahraničí Gustav Kálnoky, nicméně vedl k volebnímu triumfu roku 1896. Kritika korupce, manipulací, ba i násilných akcích proti oponentům při těchto volbách nicméně vedla k mimořádně agresivní náladě v nové sněmovně, která dokonce vyústila v souboj, který 3. ledna 1899 Bánffy svedl se svým nejzahořklejším opozičním kritikem Horánszkym. Po rezignaci, kterou si vynutila opozice obstrukcemi, byl jmenován vrchním hofmistrem. Roku 1904 se rozešel s Liberální stranou a založil si vlastní stranu Új Párt. Dospěl k radikálnímu programu všeobecného a rovného volebního práva.